# Alexandre Millerand
Alexandre Millerand, född 10 februari 1859 i Paris, död 6 april 1943 i Versailles, var en fransk politiker; konseljpresident 1920 och president 1920–1924.

## Biografi
Millerand vann tidigt anseende som advokat, bland annat genom sitt energiska försvar 1883 av några strejkledare, var 1883–88 medarbetare i Georges Clemenceaus tidning "La justice" samt blev 1884 ledamot av Paris municipalråd och 1885 av deputeradekammaren, där han anslöt sig till yttersta vänstern. I kammaren och i sin 1889 uppsatta tidning "La voix" bekämpade Millerand energiskt boulangismen, och som deputerad uppmärksammades han särskilt för sina inlägg i sociala frågor.
Publicistiskt var han på 1890-talet verksam som huvudredaktör först för "La petite république" och sedan för "La lanterne" samt förde i dessa tidningar häftigt krig mot den parisiska storfinansen och dess inflytande på fransk politik. Med tiden gled han över från borgerlig socialpolitisk radikalism till kollektivism och socialism samt nedlade stor möda på att försöka ena de socialistiska grupperna i deputeradekammaren.
Millerand inträdde juni 1899 som handelsminister i Pierre Waldeck-Rousseaus ministär, vilket starkt ogillades av de revolutionära socialisterna, särskilt därför, att Millerand, trots att han var socialist, därigenom blev kollega med den av dem för sin hårdhet mot kommunarderna 1871 bittert hatade krigsministern general Gaston de Galliffet. Som minister ägnade sig Millerand energiskt åt praktiska reformer på handelsmarinens och den tekniska undervisningens områden, genomdrev upprättande av arbetsråd, bestående av representanter för arbetare och arbetsgivare, för fredlig lösning av arbetskonflikter och fick till stånd regelbunden kontakt mellan statens fabriksinspektörer och arbetarnas fackföreningsstyrelser.
Ett förslag av Millerand rörande omfattande utveckling av Frankrikes kanalsystem och hamnbyggnader genomfördes först 1903 (han avgick med den övriga ministären i juni 1902), och Millerand var även som minister initiativtagare till den lagstiftning om ålderspension, som omsider 1905 vann parlamentets bifall. Till följd av hans verksamhet som "borgerlig" minister föreslogs på socialistkongressen i Bordeaux 1903 att han skulle uteslutas ur partiet, vilket dock avslogs av kongressen.
Under senare år intog Millerand emellertid som "oberoende socialist" en från de forna partikamraterna alltmer avskild ställning. Han var under tiden juli 1909 till november 1910 minister för offentliga arbeten i Aristide Briands första ministär, utvecklade som sådan en energisk verksamhet vid bekämpandet av den stora järnvägsstrejken i oktober 1910, men blev oense med Briand om dennes program för ordnande av järnvägsmännens framtida ställning och ingick därför ej i den (4 november) samma år bildade andra Briandska ministären.
I januari 1912 blev Millerand krigsminister i ministären Raymond Poincaré. På denna post främjade han särskilt den militära aviatikens uppsving och samarbetade förtroendefullare än tidigare radikala ministrar med det högre armébefälet, liksom han även ökade arméns popularitet bland den stora allmänheten. Han avgick från krigsministerposten i Poincarés ministär några dagar före presidentvalet i januari 1913 till följd av häftiga angrepp mot honom i yttersta vänsterns press i ett befordringsärende.
Kort efter första världskrigets utbrott blev han den 25 augusti 1914 krigsminister och förbättrade som sådan den franska armen utrustning avsevärt. Han avgick i oktober 1915 med ministären René Viviani och tog under återstoden av krigstiden livlig del i parlamentets förhandlingar. Han blev i mars 1919 som generalkommissarie styresman över de återvunna provinserna Alsace och Lorraine; på denna post omorganiserade han bland annat Strasbourgs universitet och förberedde en utvidgning av stadens hamn, men undvek alltför brådstörtade uniformitetsåtgärder i fråga om förvaltningen.
Under valkampanjen 1919 hade Millerand väsentlig andel i tillkomsten av National Bloc, och vid Clemenceaus avgång i januari 1920 efterträdde han denne som konseljpresident. Vid skadeståndsfrågans behandling var överenskommelsen i Spa i juni samma år Millerands största framgång. Då Paul Deschanel av hälsoskäl tvingades avgå, valdes Millerand den 23 september samma år till republikens president. Han hade på förhand tillkännagivit, att han ej betraktade denna post såsom uteslutande av dekorativ natur, utan ämnade göra bruk av sina lagliga befogenheter i intimt samarbete med sina ministrar. Också torde han särskilt på det utrikespolitiska området mer än en gång som president ha sökt göra sin mening gällande, och på vänsterhåll beskyllde man honom för att under valstriden 1924 ha inblandat sig i partistriden.
Då efter Poincarés avgång det segrande Bloc des gauches ej ville i regeringsställning samarbeta med Millerand och denne ej lyckades få till stånd någon ministär med parlamentarisk majoritet, fann han sig föranlåten att 11 juni under övergångsministären Frédéric François-Marsal tillkännage sin avgång. Han framhöll samtidigt i ett manifest, att vänsterblockets krav på hans avgång stred mot författningens bokstav och anda och utgjorde ett farligt prejudikat.

## Utmärkelser
- Riddare av Serafimerorden, 18 mars 1921.[10]
- Kommendör med stora korset av Vasaorden, 1908.[11]